# Kate Bosworth
Catherine Ann (Kate) Bosworth (Los Angeles, 2 januari 1983) is een Amerikaanse filmactrice. Ze werd in 2007 genomineerd voor zowel de Saturn Award voor beste actrice als de Razzie Award voor slechtste bijrolspeelster, beide voor haar rol als Lois Lane in de film Superman Returns. Bosworth maakte in 1998 haar filmdebuut in The Horse Whisperer.

## Biografie
Bosworth, die enig kind is, heeft het merendeel van haar jeugd in verschillende staten van de Verenigde Staten doorgebracht en spreekt vloeiend Spaans wat ze tijdens haar middelbareschooltijd heeft geleerd. Alhoewel ze is toegelaten tot de Princeton-universiteit, stelt zij haar studie-aanvang steeds uit.
Ze is een goede paardrijdster maar ondanks haar liefde voor de ruitersport kan ze deze sport niet beoefenen vanwege het risico op kwetsuren die haar acteercarrière zouden kunnen verwoesten. Wel doet ze vrijwilligerswerk op paardrijgebied; ze zit bij een organisatie die kinderen met lichamelijke moeilijkheden onder begeleiding leert paardrijden. Daarnaast neemt ze nog deel aan andere vrijwilligersprojecten.

## Trivia
- Bosworth heeft een bruin en een blauw oog, een verschijnsel genaamd heterochromia iridis.
- Bosworth had van 2003 tot 2006 een relatie met acteur Orlando Bloom. Sinds 2011 heeft ze een relatie met regisseur Michael Polish. Op 31 augustus 2013 trouwden ze. September 2021 hebben ze aangegeven te scheiden.

## Filmografie
| Year | Title                         | Role                  |
| ---- | ----------------------------- | --------------------- |
| 1997 | 7th Heaven                    | Student in Background |
| 1998 | The Horse Whisperer           | Judith                |
| 2000 | The Newcomers                 | Courtney Docherty     |
| 2000 | Remember the Titans           | Emma Hoyt             |
| 2000 | Young Americans               | Bella Banks           |
| 2002 | Blue Crush                    | Anne Marie Chadwick   |
| 2002 | The Rules of Attraction       | Kelly                 |
| 2003 | Wonderland                    | Dawn Schiller         |
| 2003 | Advantage Hart                | Trinity Montage       |
| 2004 | Win a Date with Tad Hamilton! | Rosalee Futch         |
| 2004 | Beyond the Sea                | Sandra Dee            |
| 2005 | Bee Season                    | Chali                 |
| 2006 | Superman Returns              | Lois Lane             |
| 2007 | The Girl in the Park          | Louise                |
| 2008 | 21                            | Jill Taylor           |
| 2010 | Death Bed Subtext             | Daughter              |
| 2010 | Idiots                        | Maggie                |
| 2010 | The Warrior's Way             | Lynne                 |
| 2011 | Little Birds                  | Bonnie Muller         |
| 2011 | Another Happy Day             | Alice                 |
| 2011 | L!fe Happens                  | Deena                 |
| 2011 | Straw Dogs                    | Amy Sumner            |
| 2012 | Black Rock                    | Sarah                 |
| 2012 | While We Were Here            | Jane                  |
| 2013 | Big Sur                       | Billie                |
| 2013 | Movie 43                      | Arlene                |
| 2013 | Homefront                     | Cassie Bodine         |
| 2014 | Still Alice                   | Anna Howland          |
| 2015 | 90 Minutes in Heaven          | Eva Piper             |
| 2016 | Before I Wake                 | Jessie                |